# Beletinec
Beletinec – wieś w Chorwacji, w żupanii varażdińskiej, w gminie Sveti Ilija. W 2011 roku liczyła 956 mieszkańców.